# Frowin Fasold
Frowin Constantin Fasold (* 17. März 1984 in Eichenzell) ist ein deutscher Sportwissenschaftler, Handballtrainer und ehemaliger Handballspieler. In der Disziplin Beachhandball ist er Nationaltrainer der deutschen Juniorinnen.

## Akademische Karriere
Fasold studierte an der Deutschen Sporthochschule Köln (DSHS), wo er zunächst seinen Abschluss als Diplom-Sportwissenschaftler machte und später zum Doktor der Sportwissenschaften promovierte. Er ist als Dozent am Institut für Kognitions- und Sportspielforschung der Sporthochschule tätig. Von Februar bis Mai 2010 war er wissenschaftliche Hilfskraft am Institut, von Juni 2010 bis September 2012 Lehrkraft für besondere Aufgaben im Sportspiel Handball, von April bis September 2012 wissenschaftlicher Mitarbeiter des Instituts und ist seit Oktober 2012 Lehrkraft für besondere Aufgaben im Sportspiel Handball. Er ist Leiter des Lehr- und Forschungsgebietes Handball. Schwerpunkte in Fasolds Arbeit sind der Nachwuchsleistungssport, die Traineraus- und Fortbildung, die Systemevaluation sowie deren wissenschaftliche Betreuung.
Im Auftrag der Europäischen Handballföderation (EHF) erarbeitete Fasold mit Alex Gehrer ein Konzept für Mini Beach Handball für jüngere Beachhandballspieler.

## Aktive Karriere
Im Hallenhandball wechselte Fasold als 17-jähriger zum TV Gelnhausen, wo er fünf Jahre zunächst im Nachwuchsbereich, dann bei den Männern als Linksaußen aktiv war, die zu dieser Zeit in der 2. Handball-Bundesliga spielte. Im Beachhandball spielt er seit 2007 für die 12 Monkeys Köln, 2014 erreichte er mit dem zweiten Rang bei den German Beach Open seinen größten Erfolg.

## Trainerkarriere
Fasold ist Inhaber der DHB-A-Lizenz und ausgebildeter DSHS-Personaltrainer. 2013 erreichte er mit seiner Mannschaft den zweiten Platz bei den Landesmeisterschaften B-Jugend. Zudem erreichte er als Trainer am Handball-Nachwuchsleistungszentrum Dormagen und Auswahltrainer für den Handballverband Mittelrhein im DHB-Länderpokal mit der Landesauswahl Mittelrhein weiblich die Endrunde. In der Saison 2018/2019 gehörte er zum Trainerteam des TV Gelnhausen. Eine weitere Station war der TSV Bayer Dormagen. Im September 2019 wurde Fasold in Nachfolge von Alexander Novakovic zum Nationaltrainer des weiblichen DHB-Nachwuchses im Beachhandball berufen.
2018 trat Fasold in der ARD-Spielshow Klein gegen Groß – Das unglaubliche Duell bei einer Handballwette mit Stefan Kretzschmar als Co-Juror auf.

## Publikationen
- Herausgeber mit Philip Furley, Stefanie Hüttermann, Timo Klein-Soetebier, Carina Kreitz, Ben Noël, Robert Rein, Daniel Memmert: Just play it – „Innovative, international approaches to games“. Die 6. Internationale Teaching Games for Understanding Konferenz (TGfU) trifft das 10. dvs-Sportspiel-Symposium vom 25.-27. Juli 2016 an der Deutschen Sporthochschule Köln. (= Schriften der Deutschen Vereinigung für Sportwissenschaft, Band 258), Edition Czwalina bei Feldhaus, Hamburg 2016, ISBN 978-3-88020-640-3.
- mit Ruben Goebel: Beachhandball. Spielen lernen. Fasold & Goebel, Norderstedt 2017, ISBN 978-3-7448-7502-8.